# سو باک دو
سو باک دو (수박도) یک هنر رزمی الهام گرفته از هنرهای باستانی رزمی کره است که توسط «هوانگ کی»، پایه‌گذاری شد. هوانگ کی هنر رزمی «مو دوک کوان» را نیز با تأثیر از «سو باک دو» خلق کرد.
«هوانگ کی» با مطالعهٔ کتاب‌های درسی باستانی کره دریافت که هنری به نام سو باک، قدیمی‌ترین هنر رزمی کره ای شناخته شده در آن زمان وجود داشته‌است. در اواخر دههٔ ۱۹۵0 (1957)، پنج کوان (سایر هنرهای رزمی کره‌ای) فرایند اتحاد بین خود را آغاز کردند که منجر به ایجاد تکواندو و انجمن تکواندو کره شد. در ابتدا هوانگ کی و «مو دوک کوان» او موافقت کردند که بخشی از اتحاد باشند.
با این حال، «کی» «مو دوک کوان» را در سال ۱۹۵۸ از این روند خارج کرد. «هوانگ کی» تمایل داشت سو باک دو را از تبدیل شدن به یک ورزش مدرن و تجاری یا حضور در ارگان‌های نظامی دور نگه دارد. در ۳۰ ژوئن ۱۹۶۰، هوانگ کی نام هنر رزمی «مو دوک کوان» را که به تانگ سو دو نیز گفته می‌شد به سو باک دو تغییر داد.